# Legado de violencia
Legado de violencia (título original: Hammer) es una película canadiense de drama, suspenso y crimen de 2019, dirigida por Christian Sparkes, que a su vez la escribió junto a Joel Thomas Hynes, musicalizada por Jeff Morrow, en la fotografía estuvo Mike McLaughlin y los protagonistas son Will Patton, Mark O’Brien, Ben Cotton y Connor Price, entre otros. El filme fue producido por Sara Fost Pictures, Away Films y JoBro Productions & Film Finance; se estrenó el 5 de diciembre de 2019.

## Sinopsis
Un padre afronta una crisis personal cuando se da cuenta de que su hijo escapa de un negocio de drogas malogrado. Ambos comienzan una violenta odisea, pasando por asuntos de paternidad, familia y destino.